# Granat (minerał)

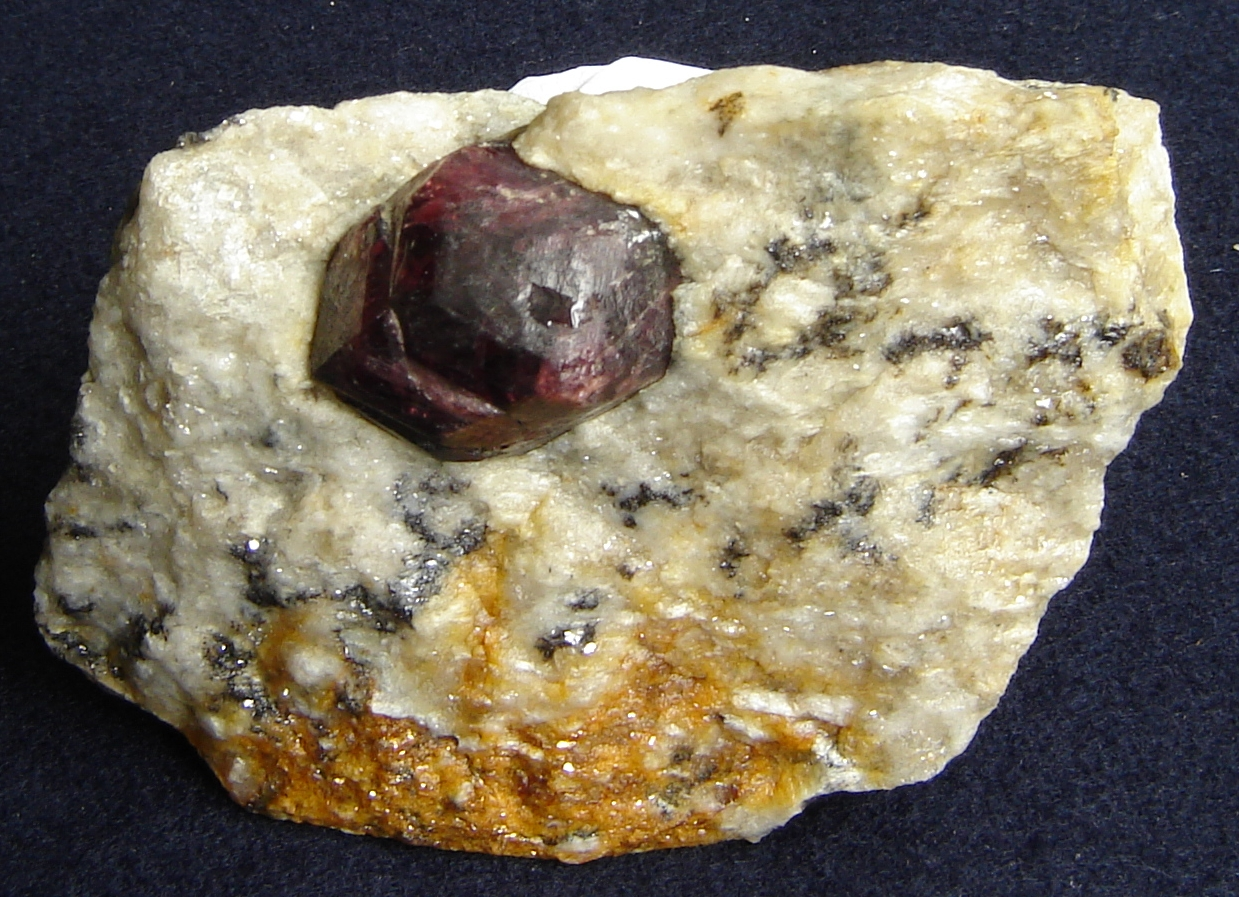
Granat almandyn

Granaty – grupa minerałów zaliczana do gromady krzemianów. Tworzą ją izostrukturalne i (przeważnie) izomorficzne krzemiany wyspowe.
Ich nazwa pochodzi od łacińskiego słowa granatus = granat, owoc granatu, co wskazuje na podobieństwo kamieni do ziaren owocu granatu.
Jest to bardzo powszechna w przyrodzie grupa krzemianów. Tworzy zwykle kryształy mieszane o podobnej strukturze i ogólnym wzorze chemicznym X3Y2(SiO4)3, gdzie:
X oznacza wapń, magnez, dwuwartościowe żelazo lub mangan;
Y oznacza glin, trójwartościowe żelazo, chrom, tytan, cyrkon, wanad.
Krystalizują w klasie 48-ścianu.

## Chemizm niektórych granatów
- almandyn – Fe3Al2[SiO4]3
- andradyt – Ca3Fe2[SiO4]3
- grossular – Ca3Al2[SiO4]3
- pirop – Mg3Al2[SiO4]3
- spessartyn – Mn3Al2[SiO4]3
- uwarowit – Ca3Cr2[SiO4]3

Granaty bardzo często tworzą między sobą kryształy mieszane, stąd tak duże ich zróżnicowanie. Część granatów wykazuje też znaczne zawartości sodu, itru i tytanu.

## Odmiany
Ze względu na skład chemiczny dzielą się na:
- glinowe – pirop, grossular, hessonit, tsavoryt, spessartyn, almandyn, rodolit;
- żelazowe – andradyt: (melanit, topazolit, schorlomit, demantoid, majoryt(inne języki), calderyt);
- chromowe – uwarowit, knorringit(inne języki);
- wanadowe – goldmanit, (yamatoit(inne języki)/momoiit(inne języki));
- cyrkonowe – (kimzeyit);

a także magnezowe, manganowe i wapniowe.
Do rzadkich odmian zaliczają się goldmanit, hydrogrossular, kimzeyit, knorringit i majoryt.
Granaty magnezowe, żelazowe i manganowe określane są w łączną nazwą piralspit, a odmiany wapniowe – ugrandyt. Skrócone nazwy pochodzą od pierwszych sylab ich głównych przedstawicieli.

## Sposób występowania
Wszystkie krystalizują w układzie regularnym – najbardziej rozpowszechniona jest postać dwunastościanów rombowych i dwudziestoczterościanów deltoidowych. Tworzą skupienia ziarniste, zbite, i naskorupienia. Są przezroczyste, przeświecające. Niektóre kryształy wykazują specjalne efekty optyczne: asteryzm, efekt kociego oka. Część zmienia barwę w zależności od rodzaju oświetlenia. Są kruche, ale stosunkowo twarde. Skrajne ogniwa granatów rzadko występują w przyrodzie, a przeważnie tworzą one różne izomorficzne roztwory stałe.

## Występowanie
Granaty są grupą minerałów charakterystyczną dla skał metamorficznych: gnejsów, łupków mikowych – tworząc niekiedy prawie że monomineralne skały granatowe, zmetamorfizowanych wapieni i dolomitów (skarnów). Wchodzą również w skład skał magmowych. Rozpowszechnione wśród utworów kontaktowych.
Należą do najczęściej spotykanych minerałów ciężkich klastycznych skał osadowych – piaskowców, arkoz itp.
W szczególnych warunkach geologicznych ulegają one koncentracji, np. wśród piasków plażowych. Luźne wykształcenia granatów w postaci cienkich smug znane są z bałtyckich plaż, gdzie zwykle towarzyszy im ilmenit, oraz cyrkon.
Miejsca występowania: RPA – typowy "produkt odpadowy" przy eksploatacji diamentów; Czechy – Žulová, Vápenná k. Jesionika, Uście nad Łabą; Brazylia; Indie; Madagaskar; Norwegia – największe kryształy granatu (największy okaz miał średnicę 2,5 m i wagę 37 ton); USA – stan Nowy Jork (największy kryształ miał masę 1500 kg), Arizona (topazolity); kraje byłego ZSRR.
Polska – Masyw Śnieżnika, Góry Sowie, Karkonosze, Góry Izerskie, Pogórze Izerskie.

## Zastosowanie
- znajdują zastosowanie jako materiał ścierny[1],
- należą do wysoko cenionych kamieni kolekcjonerskich, szczególnie duże i doskonale wykształcone okazy[1],
- ładne i czyste kamienie bywają stosowane do wyrobu biżuterii i ozdób,
- jest oficjalnym kamieniem szlachetnym stanu Nowy Jork[3]